# Slesvigske købstæder
De slesvigske købstæder omfatter købstæderne, i hertugdømmet Slesvig (der var i union med Kongeriget Danmark) fra middelalderen og frem. Slesvig by var den første by i Sønderjylland, der opnåede købstadsrettigheder i 1100-tallet. Tønder, der blev købstad i 1243, var den eneste, som fik lybsk lov (en), mens andre middelalderkøbstæder fik bylove efter dansk mønster. 
Under den tyske forvaltning mellem 1864 og 1920 mistede købstæderne en betydelig del af deres privilegier. Alligevel bevarede de deres selvstændige styre, som blev manifesteret med købstadsordningen for provinsen Slesvig-Holsten i 1869.

## Liste over slesvigske købstæder
I den nedenstående liste er det år, byen fik købstadsprivilegier, angivet i parentes.
- Aabenraa (evt. 1284, senest 1335)
- Arnæs (1934, før flække)
- Egernførde (1325)
- Flensborg (1284)
- Frederiksstad (1633)
- Garding (1590)
- Haderslev (1292)
- Husum (1603)
- Kappel (1870, siden 1846 flække)
- Lyksborg (1900)
- Slesvig by (1100-tallet)
- Sønderborg (1300-tallet)
- Tønder (1243)
- Tønning (1590)
- Ærøskøbing (1522)